# 우리 안의 그들
《우리 안의 그들》은 2020년에 개봉한 대한민국의 영화이다.

## 캐스팅
투구
- 황영국 : 혜성 역
- 박관우 : 성규 역
- 권강민 : 용훈 역
- 황미향 : 엄마 역
- 김진구 : 아빠 역
- 정현규 : 코치 역
- 채승병 : 민성 역
- 박소연 : 누나 역
- 이충훈 : 감독 역
- 유성혁 : 유한중 야구부 1 역
- 순유 : 유한중 야구부 2 역
- 강현성 : 유한중 야구부 3 역
- 박주환 : 유한중 야구부 4 역
- 허준성 : 유한중 야구부 5 역
- 추영환 : 유한중 야구부 6 역
- 이준우 : 유한중 야구부 7 역
- 김태민 : 심판 역
- 방민중 : 공원 초등학생 역

전기기능사
- 주종혁 : 구현우 역
- 임투철 : 임종범 역
- 이종윤 : 선생님 역
- 이재희 : 시험 감독관 1 역
- 노희중 : 시험 감독관 2 역
- 배윤찬 : 배윤찬 역
- 이규상 : 학생 1 역
- 이재 : 학생 2 역
- 유원동 : 학생 3 역
- 승진용 : 학생 4 역
- 김태환 : 학생 5 역
- 임의준 : 학생 6 역
- 임현욱 : 학생 7 역
- 조재현 : 학생 8 역
- 윤형빈 : 학생 9 역
- 서준용 : 학생 10 역
- 김윤호 : 학생 11 역
- 배준환 : 학생 12 역

옹달샘
- 안태훈 : 치웅 역
- 이건무 : 성철 역
- 최혜은 : 혜미 역
- 안새봄 : 레아 역